# Bernie Kopell
Bernard "Bernie" Kopell (ur. 21 czerwca 1933 w Nowym Jorku) – amerykański aktor telewizyjny znany głównie z roli dr Adama Brickera w popularnym serialu komediowym Statek miłości (1977–1986).

## Filmografia
- Spotkanie z Alfredem Hitchcockiem (1962-65; serial TV) jako dyrektor (gościnnie)
- Ożeniłem się z czarownicą (1964-72; serial TV) – różne role w 9 odcinkach
- Zamieńmy się mężami (1964) jako Richard Taragon, fotograf
- Nieodżałowani (1965) jako asystent gen. Bucka Brinkmana
- Ulice San Francisco (1972-77; serial TV) jako Arthur Ganz/ Dean Watson (gościnnie)
- Kojak (1973-78; serial TV) jako Sam Bernard (gościnnie)
- By nie pełzać na kolanach (1976) jako Baker, agent Woody’ego
- Aniołki Charliego (1976-81; serial TV) jako dr Adam Bricker (gościnnie)
- Statek miłości (1977–1986; serial TV) jako dr Adam Bricker
- Wyspa Fantazji (1977–1984; serial TV) jako Fred Stouton/Carter Ransome (gościnnie)
- Akademia Wojskowa (1986) jako pan Mendelsson
- Bajer z Bel-Air (1990-96; serial TV) jako doktor (gościnnie)
- Beverly Hills, 90210 (1990–2000; serial TV) jako dr Beldon (gościnnie)
- Sunset Beach (1997-99; serial TV) jako kpt. James Nelson (gościnnie)
- Czarodziejki (1998–2006; serial TV) jako koroner (gościnnie)
- Hoży doktorzy (2001-10; serial TV) jako pan Moran (gościnnie)
- Nie ma to jak hotel (2005-08; serial TV) jako stary mężczyzna (gościnnie)
- Zadanie specjalne (2005) jako Issac Teller
- Dorwać Smarta (2008) jako kierowca opla
- Detektyw Monk (2002-09; serial TV) jako pan Gilson (gościnnie w odc. pt. Pan Monk i krytyk z 2009)